# Hayford-Ellipsoid
Als Hayford-Ellipsoid wird jenes Erdellipsoid bezeichnet, das John Fillmore Hayford (1868–1925), ein US-amerikanischer Geodät, von 1905 bis 1909 aus globalen Vermessungsdaten berechnete. Hayfords Erddimensionen
Äquatorhalbachse a = 6.378.388 m, Erdabplattung f = 1 : 297,0
sind im Vergleich zu anderen Ellipsoiden, etwa dem Bessel-Ellipsoid von 1841, in der Tabelle wichtiger Referenzellipsoide zu finden. Vom internationalen geowissenschaftlichen Dachverband IUGG wurden sie im Jahre 1924 als Internationales Ellipsoid 1924 übernommen.
Im Gegensatz zum älteren, für Eurasien optimalen Bessel-Ellipsoid sind die Daten zahlreicher Vermessungsnetze auf dem Gebiet Nordamerikas einbezogen, in geringerem Umfang auch solche anderer Kontinente und einiger Inselgruppen. Außerdem wurden die Daten einer geophysikalischen Reduktion nach der Hypothese der Isostasie derart unterzogen, dass die Lotabweichungs-Einflüsse der tieferen Erdkruste verringert werden konnten. Dadurch sind Hayfords Ellipsoidachsen weitgehend von einem kontinental-geologischen Effekt bereinigt, der beim Bessel- und anderen frühen Ellipsoiden zu einer Achsenverkürzung gegenüber einem idealen Erdellipsoid mit globaler Datenverteilung geführt hat. 
Da 1967 mit dem Luzerner Ellipsoid und 1980 mit dem GRS 80 jeweils ein genaueres "internationales Ellipsoid" definiert wurde, wurde es üblich, statt "Internationales Ellipsoid (1924)" einfach vom "Hayford-Ellipsoid" zu sprechen.
Nach moderneren Ergebnissen ist Hayfords Äquatorachse um 251 m zu lang und seine Abplattung an den Polen um 90 m zu flach. Eine der Ursachen hierfür ist, dass die großen Gebirge in Eurasien vornehmlich Ost-West verlaufen, in Amerika hingegen Nord-Süd.